# 예카테리나 페센코
예카테리나 페센코(러시아어: Екатерина Фесенко, 1958년 8월 8일 ~ )는 소련의 허들 선수이다.

## 선수 경력
크라스노다르에서 태어난 페센코는 1980년부터 400m 허들 종목에서 소련 챔피언이었다. 그녀는 1982년 유럽 선수권 대회에서 55.86초로 7위를 했다.
1983년 하계 유니버시아드에서 400m 허들과 1600m 소련 계주 팀의 한 일원으로 우승했다. 그녀는 1983년 세계 육상 선수권 대회에서 54.14초로 우승했다.
소련이 1984년 하계 올림픽 보이콧을 선언했기 때문에 그녀는 그해의 올림픽에 출전하지 못했다.
대회에서 그녀의 몸무게는 57 kg이었고, 키는 1.68m였다.

## 참조
1. ↑  “세계 육상 선수권 대회 성적”. 2016년 3월 4일에 원본 문서에서 보존된 문서. 2016년 2월 24일에 확인함.
2. ↑  IAAF Biography